# آبرائو لینکلن مارتینز
آبرائو لینکلن مارتینز (به پرتغالی: Abraão Lincoln Martins) مهاجم اهل برزیل است که در شهر برزیل و در تاریخ ۱۴ ژوئن ۱۹۸۳ به دنیا آمده‌است.
آبرائو لینکلن مارتینز در تیم‌های فوتبال Paulista سابقهٔ حضور دارد.